# Progression des records de France de cyclisme sur piste
Ci-dessous la progression des records de France en cyclisme sur piste depuis 1993, date de regroupement des coureurs dans la même catégorie open, la séparation entre amateurs et professionnels n'existant plus.

## Records élites masculins

### Départ lancé

#### 200 mètres
| Cycliste         | Temps   | Date            | Lieu           | Compétition                                                         |
| ---------------- | ------- | --------------- | -------------- | ------------------------------------------------------------------- |
| Grégory Baugé    | 9 s 903 | 9 juillet 2007  | Cottbus        | Championnats d'Europe de cyclisme sur piste juniors et espoirs 2007 |
| Mickaël Bourgain | 9 s 894 | 3 juillet 2008  | Hyères         |                                                                     |
| Kévin Sireau     | 9 s 650 | 29 mai 2009     | Moscou         | Coupe d'Europe                                                      |
| Kévin Sireau     | 9 s 572 | 30 mai 2009     | Moscou         | Coupe d'Europe                                                      |
| François Pervis  | 9 s 347 | 6 décembre 2013 | Aguascalientes | Coupe du monde de cyclisme sur piste 2013-2014                      |

### Départ arrêté

#### 750 mètres par équipes
| Cyclistes                                           | Temps    | Date            | Lieu                      | Compétition                                      |
| --------------------------------------------------- | -------- | --------------- | ------------------------- | ------------------------------------------------ |
| Grégory Baugé Arnaud Tournant Kévin Sireau          | 43 s 541 | 15 août 2008    | Pékin                     | Jeux olympiques d'été de 2008                    |
| Grégory Baugé Mickaël Bourgain Kévin Sireau         | 43 s 510 | 25 mars 2009    | Pruszków                  | Championnats du monde de cyclisme sur piste 2009 |
| Grégory Baugé Michaël D'Almeida Kévin Sireau        | 43 s 473 | 24 mars 2010    | Ballerup                  | Championnats du monde de cyclisme sur piste 2010 |
| Grégory Baugé Michaël D'Almeida Kévin Sireau        | 43 s 247 | 4 avril 2012    | Melbourne                 | Championnats du monde de cyclisme sur piste 2012 |
| Grégory Baugé Michaël D'Almeida Kévin Sireau        | 42 s 991 | 2 août 2012     | Londres                   | Jeux olympiques d'été de 2012                    |
| Sébastien Vigier Melvin Landerneau Quentin Caleyron | 42 s 813 | 8 novembre 2019 | Glasgow                   | Coupe du monde de cyclisme sur piste 2019-2020   |
| Grégory Baugé Melvin Landerneau Sébastien Vigier    | 42 s 730 | 26 février 2020 | Berlin                    | Championnats du monde de cyclisme sur piste 2020 |
| Florian Grengbo Sébastien Vigier Rayan Helal        | 42 s 294 | 3 août 2021     | Izu                       | Jeux olympiques d'été de 2020                    |
| Florian Grengbo Sébastien Vigier Rayan Helal        | 42 s 267 | 5 août 2024     | Saint-Quentin-en-Yvelines | Jeux olympiques d'été de 2024                    |
| Florian Grengbo Sébastien Vigier Rayan Helal        | 41 s 993 | 6 août 2024     | Saint-Quentin-en-Yvelines | Jeux olympiques d'été de 2024                    |

#### Kilomètre contre-la-montre
| Cycliste        | Temps         | Date            | Lieu           | Compétition                                    |
| --------------- | ------------- | --------------- | -------------- | ---------------------------------------------- |
| Arnaud Tournant | 1 min 0 s 148 | 16 juin 2000    | Mexico         |                                                |
| Arnaud Tournant | 58 s 875      | 10 octobre 2001 | La Paz         |                                                |
| François Pervis | 56 s 303      | 7 décembre 2013 | Aguascalientes | Coupe du monde de cyclisme sur piste 2013-2014 |

#### 4000 mètres individuel
| Cycliste           | Temps          | Date            | Lieu                      | Compétition                                       |
| ------------------ | -------------- | --------------- | ------------------------- | ------------------------------------------------- |
| Philippe Ermenault | 4 min 23 s 562 | 30 juillet 1993 | Bordeaux                  |                                                   |
| Philippe Ermenault | 4 min 23 s 283 | 18 août 1993    | Hamar                     | Championnats du monde de cyclisme sur piste 1993  |
| Francis Moreau     | 4 min 16 s 274 | 28 août 1996    | Manchester                | Championnats du monde de cyclisme sur piste 1996  |
| Corentin Ermenault | 4 min 15 s 616 | 16 août 2019    | Saint-Quentin-en-Yvelines | Championnats de France de cyclisme sur piste 2019 |
| Corentin Ermenault | 4 min 10 s 314 | 19 octobre 2019 | Apeldoorn                 | Championnats d'Europe de cyclisme sur piste 2019  |
| Corentin Ermenault | 4 min 7 s 593  | 28 février 2020 | Berlin                    | Championnats du monde de cyclisme sur piste 2020  |
| Corentin Ermenault | 4 min 6 s 250  | 22 avril 2022   | Glasgow                   | Coupe des nations de cyclisme sur piste 2022      |
| Corentin Ermenault | 4 min 5 s 644  | 22 avril 2022   | Glasgow                   | Coupe des nations de cyclisme sur piste 2022      |

#### 4000 mètres par équipes
| Cyclistes                                                           | Temps          | Date              | Lieu                      | Compétition                                      |
| ------------------------------------------------------------------- | -------------- | ----------------- | ------------------------- | ------------------------------------------------ |
| Christophe Capelle Philippe Ermenault Jérôme Neuville Franck Perque | 4 min 2 s 855  | 27 août 1998      | Bordeaux                  | Championnats du monde de cyclisme sur piste 1998 |
| Bryan Coquard Julien Duval Damien Gaudin Julien Morice              | 4 min 0 s 783  | 18 février 2015   | Saint-Quentin-en-Yvelines | Championnats du monde de cyclisme sur piste 2015 |
| Bryan Coquard Julien Duval Damien Gaudin Julien Morice              | 3 min 58 s 616 | 19 février 2015   | Saint-Quentin-en-Yvelines | Championnats du monde de cyclisme sur piste 2015 |
| Benjamin Thomas Corentin Ermenault Florian Maitre Thomas Denis      | 3 min 56 s 357 | 12 avril 2017     | Hong Kong                 | Championnats du monde de cyclisme sur piste 2017 |
| Benjamin Thomas Corentin Ermenault Florian Maitre Thomas Denis      | 3 min 56 s 207 | 19 octobre 2017   | Berlin                    | Championnats d'Europe de cyclisme sur piste 2017 |
| Benjamin Thomas Corentin Ermenault Florian Maitre Louis Pijourlet   | 3 min 55 s 780 | 19 octobre 2017   | Berlin                    | Championnats d'Europe de cyclisme sur piste 2017 |
| Benjamin Thomas Bryan Coquard Adrien Garel Florian Maitre           | 3 min 55 s 531 | 26 octobre 2018   | Milton                    | Coupe du monde de cyclisme sur piste 2018-2019   |
| Benjamin Thomas Thomas Denis Corentin Ermenault Valentin Tabellion  | 3 min 53 s 528 | 31 octobre 2019   | Minsk                     | Coupe du monde de cyclisme sur piste 2019-2020   |
| Benjamin Thomas Thomas Denis Corentin Ermenault Valentin Tabellion  | 3 min 51 s 992 | 1er novembre 2019 | Minsk                     | Coupe du monde de cyclisme sur piste 2019-2020   |
| Benjamin Thomas Thomas Denis Corentin Ermenault Valentin Tabellion  | 3 min 51 s 777 | 1er novembre 2019 | Minsk                     | Coupe du monde de cyclisme sur piste 2019-2020   |
| Benjamin Thomas Thomas Denis Corentin Ermenault Valentin Tabellion  | 3 min 49 s 558 | 26 février 2020   | Berlin                    | Championnats du monde de cyclisme sur piste 2020 |
| Benjamin Thomas Thomas Denis Thomas Boudat Valentin Tabellion       | 3 min 47 s 816 | 20 octobre 2021   | Roubaix                   | Championnats du monde de cyclisme sur piste 2021 |
| Benjamin Thomas Thomas Denis Thomas Boudat Valentin Tabellion       | 3 min 45 s 514 | 5 août 2024       | Saint-Quentin-en-Yvelines | Jeux olympiques 2024                             |

### Record de l'heure
| Date       | Cycliste            | Distance (km) | Lieu           |
| ---------- | ------------------- | ------------- | -------------- |
| 1893-05-11 | Henri Desgrange     | 35,325 km     | Paris          |
| 1894-10-31 | Jean Dubois         | 38,220 km     | Paris          |
| 1905-08-24 | Lucien Petit-Breton | 41,110 km     | Paris          |
| 1907-06-20 | Marcel Berthet      | 41,520 km     | Paris          |
| 1913-07-07 | Marcel Berthet      | 42,741 km     | Paris          |
| 1913-09-20 | Marcel Berthet      | 43,775 km     | Paris          |
| 1933-08-29 | Maurice Richard     | 44,777 km     | Saint-Trond    |
| 1936-10-14 | Maurice Richard     | 45,375 km     | Milan          |
| 1937-11-03 | Maurice Archambaud  | 45,817 km     | Milan          |
| 1956-06-29 | Jacques Anquetil    | 46,159 km     | Milan          |
| 1957-09-18 | Roger Rivière       | 46,923 km     | Milan          |
| 1958-09-29 | Roger Rivière       | 47,346 km     | Milan          |
| 2015-04-11 | François Lamiraud   | 49,408 km     | Roubaix        |
| 2015-09-20 | François Lamiraud   | 50,844 km     | Aguascalientes |
| 2022-07-12 | Louis Pijourlet     | 51,044 km     | Granges        |
| 2023-09-15 | Louis Pijourlet     | 52,557 km     | Granges        |

## Records élites féminins

### Départ lancé

#### 200 mètres
| Cycliste          | Temps    | Date              | Lieu                      | Compétition                                              |
| ----------------- | -------- | ----------------- | ------------------------- | -------------------------------------------------------- |
| Félicia Ballanger | 10 s 905 | 26 septembre 1995 | Bogota                    | Championnats du monde de cyclisme sur piste 1995         |
| Olivia Montauban  | 10 s 897 | 18 janvier 2013   | Aguascalientes            | Coupe du monde de cyclisme sur piste 2012-2013           |
| Virginie Cueff    | 10 s 744 | 7 décembre 2013   | Aguascalientes            | Coupe du monde de cyclisme sur piste 2013-2014           |
| Mathilde Gros     | 10 s 709 | 24 août 2017      | Montichiari               | Championnats du monde de cyclisme sur piste juniors 2017 |
| Mathilde Gros     | 10 s 609 | 20 octobre 2018   | Saint-Quentin-en-Yvelines | Coupe du monde de cyclisme sur piste 2018-2019           |
| Mathilde Gros     | 10 s 553 | 28 février 2020   | Berlin                    | Championnats du monde de cyclisme sur piste 2020         |
| Mathilde Gros     | 10 s 400 | 6 août 2021       | Izu                       | Jeux olympiques d'été de 2020                            |
| Mathilde Gros     | 10 s 326 | 14 août 2022      | Munich                    | Championnats d'Europe                                    |
| Mathilde Gros     | 10 s 182 | 9 août 2024       | Saint-Quentin-en-Yvelines | Jeux olympiques d'été de 2024                            |

### Départ arrêté

#### 500 mètres individuels
| Cycliste                 | Temps    | Date             | Lieu             | Compétition                                                         |
| ------------------------ | -------- | ---------------- | ---------------- | ------------------------------------------------------------------- |
| Félicia Ballanger        | 35 s 811 | 3 juillet 1993   | Hyères           |                                                                     |
| Félicia Ballanger        | 35 s 190 | 28 juillet 1993  | Bordeaux         |                                                                     |
| Félicia Ballanger        | 34 s 604 | 3 juillet 1994   | Hyères           |                                                                     |
| Félicia Ballanger        | 34 s 474 | 22 juillet 1994  | Colorado Springs |                                                                     |
| Félicia Ballanger        | 34 s 017 | 29 août 1995     | Bogota           | Championnats du monde de cyclisme sur piste 1995                    |
| Félicia Ballanger        | 34 s 010 | 29 août 1998     | Bordeaux         | Championnats du monde de cyclisme sur piste 1998                    |
| Sandie Clair             | 33 s 872 | 6 septembre 2008 | Pruszków         |                                                                     |
| Taky Marie-Divine Kouamé | 33 s 860 | 18 juillet 2022  | Anadia           | Championnats d'Europe de cyclisme sur piste juniors et espoirs 2022 |
| Taky Marie-Divine Kouamé | 33 s 770 | 25 août 2022     | Hyères           | Championnats de France de cyclisme sur piste 2022                   |

#### 500 mètres par équipes
| Cyclistes                     | Temps    | Date            | Lieu                      | Compétition                                      |
| ----------------------------- | -------- | --------------- | ------------------------- | ------------------------------------------------ |
| Sandie Clair Virginie Cueff   | 33 s 638 | 2 août 2012     | Londres                   | Jeux olympiques d'été de 2012                    |
| Sandie Clair Olivia Montauban | 33 s 476 | 18 février 2015 | Saint-Quentin-en-Yvelines | Championnats du monde de cyclisme sur piste 2015 |
| Sandie Clair Mathilde Gros    | 33 s 220 | 19 octobre 2017 | Berlin                    | Championnats d'Europe de cyclisme sur piste 2017 |
| Sandie Clair Mathilde Gros    | 33 s 160 | 3 août 2018     | Glasgow                   | Championnats d'Europe de cyclisme sur piste 2018 |

#### 750 mètres par équipes
| Cyclistes                                            | Temps    | Date           | Lieu    | Compétition                                  |
| ---------------------------------------------------- | -------- | -------------- | ------- | -------------------------------------------- |
| Taky Marie-Divine Kouamé Mathilde Gros Julie Michaux | 49 s 879 | 21 avril 2022  | Glasgow | Coupe des nations de cyclisme sur piste 2022 |
| Taky Marie-Divine Kouamé Mathilde Gros Julie Michaux | 47 s 723 | 7 juillet 2022 | Cali    | Coupe des nations de cyclisme sur piste 2022 |
| Taky Marie-Divine Kouamé Mathilde Gros Julie Michaux | 47 s 414 | 7 juillet 2022 | Cali    | Coupe des nations de cyclisme sur piste 2022 |

#### Kilomètre contre-la-montre
| Cyclistes                | Temps         | Date            | Lieu           | Compétition            |
| ------------------------ | ------------- | --------------- | -------------- | ---------------------- |
| Taky Marie-Divine Kouamé | 1 min 8 s 399 | 3 janvier 2025  | Loudéac        | Championnats de France |
| Taky Marie-Divine Kouamé | 1 min 6 s 835 | 15 février 2025 | Heusden-Zolder | Championnats d'Europe  |

#### 3000 mètres individuels
| Cycliste       | Temps          | Date              | Lieu       | Compétition                                      |
| -------------- | -------------- | ----------------- | ---------- | ------------------------------------------------ |
| Marion Clignet | 3 min 36 s 227 | 29 septembre 1995 | Bogota     | Championnats du monde de cyclisme sur piste 1995 |
| Marion Clignet | 3 min 30 s 974 | 31 août 1996      | Manchester | Championnats du monde de cyclisme sur piste 1996 |
| Marion Borras  | 3 min 25 s 578 | 2 octobre 2021    | Aigle      | Trois jours d'Aigle                              |
| Marion Borras  | 3 min 20 s 780 | 8 octobre 2021    | Granges    | Championnats d'Europe de cyclisme sur piste 2021 |

#### 4000 mètres individuels
| Cycliste      | Temps          | Date           | Lieu    | Compétition            |
| ------------- | -------------- | -------------- | ------- | ---------------------- |
| Marion Borras | 4 min 42 s 730 | 4 janvier 2025 | Loudéac | Championnats de France |

#### 4000 mètres par équipes
La discipline de la poursuite par équipes est à l'origine disputée avec trois cyclistes sur 3000 mètres. À partir de la saison 2013-2014, elle est disputée par quatre cyclistes sur 4000 mètres.
| Cyclistes                                                     | Temps          | Date              | Lieu                      | Compétition                                                         |
| ------------------------------------------------------------- | -------------- | ----------------- | ------------------------- | ------------------------------------------------------------------- |
| Élise Delzenne Eugénie Duval Soline Lamboley Pascale Jeuland  | 4 min 37 s 808 | 18 février 2015   | Saint-Quentin-en-Yvelines | Championnats du monde de cyclisme sur piste 2015                    |
| Élise Delzenne Coralie Demay Roxane Fournier Pascale Jeuland  | 4 min 36 s 254 | 19 octobre 2016   | Saint-Quentin-en-Yvelines | Championnats d'Europe de cyclisme sur piste 2016                    |
| Élise Delzenne Coralie Demay Laurie Berthon Marion Borras     | 4 min 28 s 252 | 19 février 2017   | Cali                      | Coupe du monde de cyclisme sur piste 2016-2017                      |
| Élise Delzenne Coralie Demay Laurie Berthon Marion Borras     | 4 min 25 s 788 | 12 avril 2017     | Hong Kong                 | Championnats du monde de cyclisme sur piste 2017                    |
| Élise Delzenne Coralie Demay Laurie Berthon Marion Borras     | 4 min 25 s 680 | 19 octobre 2017   | Berlin                    | Championnats d'Europe de cyclisme sur piste 2017                    |
| Laurie Berthon Pascale Jeuland Valentine Fortin Coralie Demay | 4 min 24 s 040 | 19 octobre 2018   | Saint-Quentin-en-Yvelines | Coupe du monde de cyclisme sur piste 2018-2019                      |
| Clara Copponi Marion Borras Coralie Demay Marie Le Net        | 4 min 23 s 567 | 25 janvier 2019   | Hong Kong                 | Coupe du monde de cyclisme sur piste 2018-2019                      |
| Clara Copponi Marion Borras Valentine Fortin Marie Le Net     | 4 min 19 s 593 | 11 juillet 2019   | Gand                      | Championnats d'Europe de cyclisme sur piste juniors et espoirs 2019 |
| Clara Copponi Marion Borras Valentine Fortin Coralie Demay    | 4 min 17 s 372 | 1er novembre 2019 | Minsk                     | Coupe du monde de cyclisme sur piste 2019-2020                      |
| Victoire Berteau Marion Borras Valentine Fortin Marie Le Net  | 4 min 12 s 502 | 2 août 2021       | Izu                       | Jeux olympiques d'été de 2020                                       |
| Marion Borras Coralie Demay Valentine Fortin Marie Le Net     | 4 min 11 s 888 | 3 août 2021       | Izu                       | Jeux olympiques d'été de 2020                                       |
| Victoire Berteau Marion Borras Valentine Fortin Marie Le Net  | 4 min 10 s 388 | 3 août 2021       | Izu                       | Jeux olympiques d'été de 2020                                       |
| Clara Copponi Marion Borras Valentine Fortin Marie Le Net     | 4 min 10 s 272 | 12 avril 2024     | Milton                    | Coupe des nations                                                   |
| Clara Copponi Marion Borras Valentine Fortin Marie Le Net     | 4 min 8 s 797  | 6 août 2024       | Saint-Quentin-en-Yvelines | Jeux olympiques d'été de 2024                                       |
| Clara Copponi Marion Borras Valentine Fortin Marie Le Net     | 4 min 8 s 292  | 7 août 2024       | Saint-Quentin-en-Yvelines | Jeux olympiques d'été de 2024                                       |
| Clara Copponi Marion Borras Valentine Fortin Marie Le Net     | 4 min 6 s 987  | 7 août 2024       | Saint-Quentin-en-Yvelines | Jeux olympiques d'été de 2024                                       |